# Arc-et-Senans
Arc-et-Senans ist eine französische Gemeinde mit 1.621 Einwohnern (Stand: 1. Januar 2022) im  Département Doubs in der Region Bourgogne-Franche-Comté. Sie gehört zum Arrondissement Besançon und zum Gemeindeverband Loue-Lison.

## Geschichte

### Geschichte der Saline
Der Ort entstand mit einer 1775/76 nach Plänen des Architekten Claude-Nicolas Ledoux errichteten Königlichen Saline, die bis 1895 in Betrieb war. Sie gehört seit 1982 zum UNESCO-Welterbe. Als Standort wählte man ein Feld zwischen den damaligen Dörfern Arc und Senans aus, das strategisch günstig in unmittelbarer Nähe zu den weitläufigen königlichen Wäldern von Chaux lag. Über den Rhein-Rhône-Kanal war sie mit dem Mittelmeer, der Nordsee und dem Hafen von Antwerpen verbunden. Zu dem 21 Kilometer entfernten Brunnen von Salins-les-Bains weist die Verbindung ein natürliches Gefälle auf. Dies ermöglichte die Errichtung eines unterirdischen Rohrsystems zum Transport des Salzwassers, das man in der Saline zur Salzgewinnung verdampfte.

### Das Internierungslager in der Saline royale
Die Saline royale d'Arc-et-Senans wurde zwischen Februar und Oktober 1939 als Sammelstelle für spanische Bürgerkriegsflüchtlinge genutzt und wurde danach während des Drôle de Guerre von der französischen Armee beschlagnahmt. Nach dem Sieg der deutschen Wehrmacht im Westfeldzug besetzte diese das Gelände bis in die erste Hälfte des Jahres 1941 hinein. Anschließend entstand hier ein Centre de Rassemblement, eine Sammelstelle für Sinti und Roma unter der Aufsicht von vier Zollbeamten. Diese bis zum 15. Mai 1942 fortdauernde Funktion bedeutete, dass Sinti- und Romafamilien mit entsprechenden Genehmigungen noch das Lager verlassen durften, sie aber ansonsten weitgehend sich selbst überlassen waren. Um den Lebensunterhalt zu sichern, arbeiteten einige in einer nahegelegenen Fabrik, andere auch für die Organisation Todt. Die sehr mangelhaften sanitären Einrichtungen und die durch sie bedingten schlechten hygienischen Verhältnisse führten zu Krankheiten und zu Krankenhausaufenthalten und schließlich auch zu Beschwerden der Einwohner von Arc-et-Senans gegen das Lager.
Peschanski zitiert einen Bericht, nachdem am 4. April 1942 43 Nomaden auf dem Schienenweg von der Mosel und aus den Vogesen eintrafen. Die 25 Nomaden aus dem Département Moselle seien von den deutschen Behörden ausgewiesen worden und hätten zwei Tage ohne Verpflegung im Zug ausharren müssen.
Am 15. Mai 1942 wurde durch eine Entscheidung der Präfektur aus dem Sammellager ein Internierungslager für Sinti und Roma. Hierher wurden nun auch die zuvor im Lager La Forge in Moisdon-la-Rivière internierten Sinti- und Romafamilien verlegt. Auf diese neue Situation bezieht sich offenbar auch Peschganskis Einschätzung der Lage.

„Auf dem 25 Hektar großen, geschützten Gelände befanden sich nie mehr als 200 Internierte. Dies zeigt, wie schwierig es für den Wachdienst war, seine Arbeit zu verrichten, zumal die Umzäunung nur aus einer 3 m hohen Mauer bestand und die Einstufung des Geländes als "historisches Denkmal" die Arbeiten, die für die Einrichtung eines Lagers unerlässlich waren, stark einschränkte. Die Familien waren in sieben Pavillons untergebracht, wobei ein achter Pavillon die Büros des Lagerleiters und die Krankenstation beherbergte. Die Lebensbedingungen waren sicherlich besser als in Moisdon-la-Rivière, doch der Ort war auch nicht für diese neue Funktion geeignet.“

Neben der von Peschanski schon erwähnten Krankenstation erhielt das Lager auch eine Suppenküche und eine Schule für die 58 im Lager lebenden Kinder. Es galten nun aber auch Ausgangsbeschränkungen, deren Einhaltung aber, wie Peschanski ausführte, vom Wachpersonal kaum kontrolliert werden konnte. Und die Krankenstation trug auch nicht sehr zur Verbesserung der Lagersituation bei. Ein Bericht des Lagerleiters vom August 1943 zeigt, dass sich die gesundheitlichen Verhältnisse im Lager nicht verbessert haben. Von den 185 Internierten litten 44 an Hautkrankheiten, septischen Wunden, Abszessen und anderen Erkrankungen. Auch die Fluchten aus dem Lager gingen weiter, und dies soll der Grund dafür gewesen sein, dass es am 11. September 1943 geschlossen wurde. Die Sinti- und Romafamilien wurden in das Internierungslager Camp de Jargeau verlegt.

#### Neuere Geschichte des Lagers
Am 11. und 12. März 1999 fand in den Räumlichkeiten der Saline royal ein Symposium zum Thema „Arc-et-Senans, Internierungslager: eine Etappe in der diskriminierenden Behandlung der Zigeuner“ (Arc-et-Senans, camp d’internement: une étape dans le traitement discriminatoire des Tsiganes) statt. Am 9. April 1999 wurde eine Gedenktafel zur Erinnerung an die internierten Familien am Eingang der Saline angebracht.

## Bevölkerungsentwicklung
| Jahr                       | 1962 | 1968 | 1975 | 1982 | 1990 | 1999 | 2007 | 2016 |
| Einwohner                  | 1308 | 1236 | 1231 | 1303 | 1277 | 1364 | 1438 | 1630 |
| Quellen: Cassini und INSEE |      |      |      |      |      |      |      |      |

## Kulturpolitische Bedeutung
In Arc-et-Senans fand 1972 auf Initiative des Europarats eine bedeutende kulturpolitische Tagung statt, die eine bis heute als Pionierarbeit angesehene Erklärung über die Zukunft der kulturellen Entwicklung verabschiedete. Beteiligt waren neben anderen Robert Jungk, Edgar Morin, Georg Picht und Alvin Toffler.

## Verkehrsanbindung
Arc-et-Senans verfügt über einen Bahnhof an der Bahnstrecke Dijon–Vallorbe.

## Städtepartnerschaft
Seit 2014 ist die Stadt Sulzbach/Saar im Saarland Partnerstadt von Arc-et-Senans.